# Craig Moller
Craig Moller (Sutherland, 22 agosto 1994) è un cestista australiano con cittadinanza tedesca.

## Palmarès
- Campionato australiano: 1

Melbourne United: 2017-18